# Ross Stores
Ross Stores, Inc. — американская компания, управляющая сетями дисконтных универмагов Ross Dress for Less и dd’s Discounts. Штаб-квартира расположена в Даблине (штат Калифорния). По состоянию на февраль 2025 года под контролем Ross Stores находилось 2186 магазинов в 43 штатах США.

## История

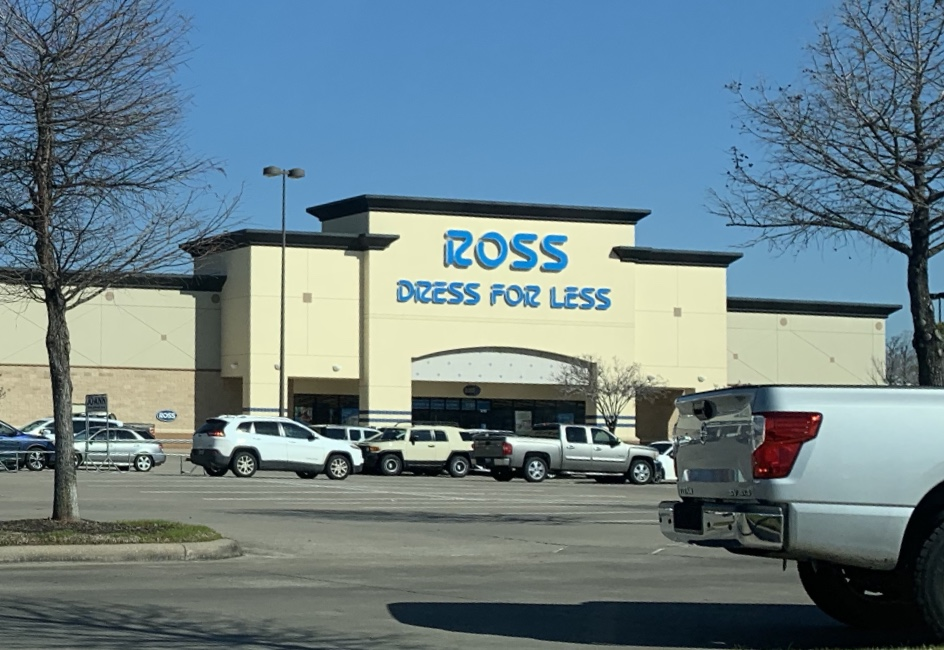
Магазин Ross Stores в Кэти, штат Техас

Первый универмаг товаров для детей Ross был открыт в Сан-Бруно (Калифорния) в 1950 году Моррисом Россом. К началу 1980-х годов сеть насчитывала 6 универмагов Ross в области залива Сан-Франциско. В августе 1982 года группа инвесторов, включая Марвина Морриса, основателя сети универмагов Mervyn’s, приобрела сеть Ross, изменив её формат на магазины «оф-прайс» Ross Dress for Less. Под руководством Стюарта Молдо и Дона Роулетта за 3 года сеть выросла до 107 магазинов. Сеть росла за счёт покупки как отдельностоящий магазинов, так и магазинов в торговых центрах. В конце 1983 года в Рино (Невада) появился первый магазин Ross вне Калифорнии, а в следующем году география была расширена на Аризону, Вашингтон, Оклахому, Орегон, Техас и Юту. В 1985 году было проведено размещение акций на бирже NASDAQ. В 1986 году выручка превысила 500 млн долларов, однако этот год компания завершила с убытком и вынуждена была замедлить свой рост.
В начале 1990-х годов в магазинах Ross Dress for Less начали появляться отделы «домашних акцентов» — товаров для дома, таких как рамы для картин, фарфор, хрусталь, керамическая посуда. В 1992 году оборот сети из 223 магазинов превысил 1 млрд долларов. В 1996 году генеральным директором Ross Stores стал Майкл Бальмут, работавший в компании с 1989 года. В 2000 году число магазинов выросло до 409 в 17 штатах, а выручка — до 2,7 млрд долларов.
В 2004 году была запущена сеть dd’s Discounts с более дешёвыми товарами, чем в Ross Dress for Less. В 2010 году оборот составил 7,9 млрд долларов, у компании было 988 магазинов Ross Dress for Less и 67 dd’s Discounts. В 2014 году Ross Stores перенесла свою штаб-квартиру в Дублин (Калифорния).

## Деятельность
Компания занимается продажей одежды, обуви и товаров для дома через 2 сети магазинов. По состоянию на февраль 2025 года сеть Ross Dress for Less насчитывала 1831 магазин в 43 штатах, а сеть dd’s Discounts — 355 магазинов в 22 штатах. Первая сеть ориентирована на покупателей со средним уровнем доходов, а вторая — на клиентов с более низкой покупательной способностью. В магазинах компании товары продаются со скидкой 20—60 % по сравнению с ценой универмагов; формат «оф-прайс» достигается за счёт продажи остатков партий товара, отменённых заказов, прошлогодних коллекций.
От общего числа магазинов (2186) наибольшее число было в Калифорнии (476), Техасе (312), Флориде (248), Иллинойсе (104), Аризоне (91), Джорджии (70), Пенсильвании (64) и Северной Каролине (56).
Выручка компании за 2024/25 финансовый год составила 21,1 млрд, её распределение по категориям товаров: товары для дома — 26 %, женская одежда — 22 %, мужская одежда — 16 %, галантерея, нижнее бельё, ювелирные украшения и косметика — 15 %, обувь — 12 %, детская одежда — 9 %.
В списке крупнейших публичных компаний мира Forbes Global 2000 за 2024 год Ross Stores заняла 661-е место. В списке крупнейших компаний США Fortune 500 заняла 201-е место.

## Акционеры
По состоянию на 31 марта 2025 года институциональные инвесторы владели 95 % от всех акций Ross Stores. Крупнейшими акционерами были:
| Название акционера            | Количество акций, млн | Доля в акционерном капитале, % | Стоимость акций, млрд долл. |
| ----------------------------- | --------------------- | ------------------------------ | --------------------------- |
| The Vanguard Group, Inc.      | 34,12                 | 10,38                          | 5,09                        |
| Blackrock Inc.                | 23,54                 | 7,16                           | 3,51                        |
| JP Morgan Chase & Company     | 19,84                 | 6,04                           | 2,96                        |
| Price (T.Rowe) Associates Inc | 19,52                 | 5,94                           | 2,91                        |
| State Street Corporation      | 14,58                 | 4,44                           | 2,17                        |
| Primecap Management Company   | 10,22                 | 3,11                           | 1,52                        |
| Geode Capital Management      | 8,54                  | 2,60                           | 1,27                        |
| Bank of America Corporation   | 7,49                  | 2,28 %                         | 1,12                        |
| FMR, LLC                      | 7,49                  | 2,28                           | 1,12                        |